# غريغ ويفر
غريغ ويفر (بالإنجليزية: Gregg Weaver)‏ هو متزلج لوحي أمريكي، ولد في 9 يناير 1961.